# Miendielejewo (Kraj Permski)
Miendielejewo (ros. Менделеево) – osiedle w Rosji, w Kraju Permskim, w rejonie karagajskim. W 2010 liczyło 3169 mieszkańców.